# Villa Santina

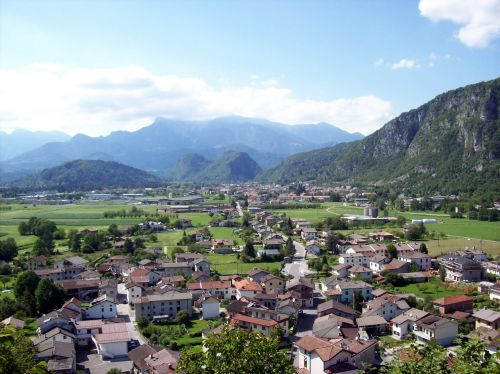
Blick auf Villa Santina (Ortsteil Invillino)

Villa Santina (im furlanischen Dialekt: Vile) ist eine nordostitalienische Gemeinde (comune) mit 2125 Einwohnern (Stand 31. Dezember 2023) in der Region Friaul-Julisch Venetien. Die Gemeinde liegt etwa 39 Kilometer nordwestlich von Udine am Tagliamento und gehört zur Comunità Montana della Carnia.

## Verkehr
Von hier beginnt die frühere Strada Statale 355 di Val Degano nach Santo Stefano di Cadore und die Strada Statale 52 Carnica führt durch die Gemeinde von Venzone kommend nach Innichen (ital.: San Candido).

## Geschichte
Auf dem Monte Santina, einem Inselberg direkt am Tagliamento, der sich etwa 50 m über dem Tal erhebt, befand sich in der Spätantike sowie im Frühmittelalter eine Höhensiedlung. Die befestigte Anlage sperrte einen Übergang über den Tagliamento an der alten Römerstraße von Aquileia über den Plöckenpass nach Aguntum. Paulus Diaconus erwähnt sie mit dem Namen Ibligo im Zusammenhang mit einem awarischen Angriff auf das langobardische Herzogtum Friaul um das Jahr 610 und beschreibt es durch seine Lage als uneinnehmbar. Archäologisch lassen sich Kirchenbauten, Zisternen, Mauern, Türme und Tore nachweisen. Das Dorf zu Füßen des Monte Santina trägt noch heute den Namen Invillino. Die Identifizierung des Kastells Ibligo mit dem Monte Satina erfolgte erst 1962. Der Friedhof der Bewohner von Ibligo dürfte auf dem einige hundert Meter stromaufwärts gelegenen Hügel Col di Zuca gelegen haben, wo sich auch eine frühe Kirche mit Fußbodenmosaik fand. Bis ins 13. Jahrhundert befand sich auf dem Monte Santina eine Burg des Patriarchen von Venedig, die als direkter Nachfolger der frühmittelalterlichen Anlage zu sehen ist.
Die gesamte Gemeinde Villa Santina wurde durch das Erdbeben von 1976 erheblich beschädigt.